# 黄花滩镇
黄花滩镇，是中华人民共和国甘肃省武威市古浪县下辖的一个乡镇级行政单位。
2015年，甘肃省民政厅批复同意撤销黄花滩乡，设立黄花滩镇。

## 行政区划
黄花滩镇下辖以下地区：
旱石河台村、马路滩村、白板滩村、麻黄台村、四墩村、新西村、二墩村、黄花滩村、车路沟村、沿土沟村、中岑村、夹山岑村和金滩村。